# Ulrich Schulz-Buschhaus
Ulrich Schulz-Buschhaus (* 16. Juni 1941 in Plettenberg, Westfalen; † 5. November 2000 in Graz) war ein bedeutender Romanist im deutschsprachigen Raum und gilt als einer der wichtigsten Rezensenten auch über die romanische Literaturwissenschaft hinaus. Er verfasste zahlreiche Aufsätze aus dem Bereich der italienischen, französischen und spanischen Literaturwissenschaft.

## Leben
Ulrich Schulz-Buschhaus studierte Romanistik und Germanistik an den Universitäten in Hamburg, Aix-en-Provence, Florenz und Sevilla. Nach dem Abschluss seines Studiums mit einer Dissertation zur italienischen Lyrik unter dem Titel Das Madrigal. Zur Stilgeschichte der italienischen Lyrik zwischen Renaissance und Barock wurde er zum wissenschaftlichen Assistenten in Hamburg ernannt. 1971  kam er als Assistenzprofessor an die Universität von Trier; zwei Jahre später ernannte man ihn zum Professor. 1976 wurde Schulz-Buschhaus an die Universität Klagenfurt berufen. 1989 erhielt er einen Ruf an die Universität Graz, an der er bis an sein Lebensende wirkte. 1993 wurde er zum Mitglied der Österreichischen Akademie der Wissenschaften.

## Werk
Einen herausragenden Stellenwert im Schaffenswerk von Schulz-Buschhaus nehmen seine zahlreichen Rezensionen ein. Bereits in seinen ersten Rezensionen wird sein Interesse an den Zusammenhängen zwischen literarischen Formen und Weltsichten deutlich ersichtlich. Schulz-Buschhaus wehrt sich gegen dichotomische Systeme und zeitgenössische Partikularisierungstendenzen innerhalb der Romanistik. Innerhalb seines Rezensionswerkes ergeben sich mehrere Grundforderungen an die Literaturwissenschaft:
1) die philologischen Elementarqualitäten
2) die antiautoritäre Haltung
3) die wechselseitige Erhellung historisch-hermeneutischer und strukturalistisch-analytischer Betrachtungsweisen
Zu den im engeren Sinn literaturgeschichtlichen Forschungsobjekten, die er sich nacheinander erarbeitet und nebeneinander gepflegt hat, gehören neben dem Madrigal der Petrarkismus in der Romania die Pastorale, die Geschichte der Satire von der Renaissance bis zur Aufklärung mit einem Schwerpunkt auf der Trias Boileau–Voltaire–Parini, die italienischen und französischen Manierenschriften, die Moralistik in Spanien und Frankreich, der Realismus des 19. Jahrhunderts mit der Leitfigur Flaubert, die Literatur des Fin de Siècle in Italien und Frankreich sowie einige herausragende Erzähler der Moderne, auch sie programmatisch über mehrere romanische Literaturen verteilt: allen voran Proust, Borges, Vargas Llosa und Calvino, über den er neben zahlreichen kleineren Schriften 1997 auch eine selbstständige Publikation mit dem Titel Zwischen „resa“ und „ostinazione“: Zu Kanon und Poetik Italo Calvinos vorgelegt hat. Dazu kommt – für alle jene verwunderlich, die seine ästhetische Neugier auf den Bereich der Hochliteratur eingeschränkt glaubten – ein ausgesprochenes Interesse für die nicht gerade als kanonisch geltende Gattung der Kriminal- oder Detektiverzählung, der er schon 1975 die Monographie Formen und Ideologien des Kriminalromans: Ein gattungsgeschichtlicher Essay gewidmet hat, die thematisch weit über die Romania hinausgreift und epistemologisch durchaus einen Bogen von der Trivialliteratur zu Strukturen des Avantgarde-Romans schlägt.
Daneben standen immer auch allgemeine literaturtheoretische Fragestellungen im Mittelpunkt seines Interesses: Probleme der Epochenbestimmung und Epochenabgrenzung, vor allem in den Bereichen Renaissance/Manierismus/Barock sowie Klassische Moderne/ „Postavantgarde“ (wie er zur Vermeidung des polysemen „Postmoderne“-Begriffs gern sagte); die gerade in der Italianistik nach Croce dringend gebotene Neudiskussion der Gattungspoetik; Kanonbildung und Kanon-Evolution in der Literaturwissenschaft; die Reflexion literaturdidaktischer Ansätze und ihrer ideologischen Implikationen; schließlich die Entwicklung der Literaturgeschichtsschreibung und, damit eng verbunden, die Selbstreflexion des Fachs, seiner wechselnden Methoden, Konzepte und Fokussierungen. Das ist ein ungewöhnlich breit gefächertes und doch auch wieder kohärentes Themenspektrum, das im Fokus eines individuellen Bewusstseins die „Multiplizität der Kultur und Einheit des Lebens“ – dies der programmatische Obertitel eines seiner letzten großen Aufsätze – exemplarisch vereinigt.
Der Vielfalt seiner Interessen entspricht auch das Gesamtbild seiner Publikationen: relativ wenige Monographien, aber weit über zweihundert Aufsätze und fast dreihundert wissenschaftliche Rezensionen. Damit war er in seinem Fach frühzeitig als Meister des wissenschaftlichen Aufsatzes und der Rezension anerkannt, wobei allerdings viele seiner Beiträge so umfangreich ausfielen, dass sie bisweilen fast den Umfang von Monographien erreichten. Die Konzentration auf die editorisch unselbstständigen wissenschaftlichen Gattungen hatte allerdings zur Folge, dass diese Publikationen über Fachzeitschriften, Sammelbände und Festschriften verstreut und damit in ihrem Charakter als Teile eines wissenschaftlichen Gesamtwerks weniger erkennbar sind, als es ihrer Bedeutung entspricht.

## Bibliographie
- Das Madrigal. Zur Stilgeschichte der italienischen Lyrik zwischen Renaissance und Barock. (= Ars poetica). Gehlen, Bad Homburg 1969.
- Formen und Ideologien des Kriminalromans. Ein gattungsgeschichtlicher Essay. (= Schwerpunkte Romanistik. 14). Athenaion, Frankfurt am Main 1975.
- Der Kanon der romanistischen Literaturwissenschaft. Wissenschaftsgeschichtliche Bemerkungen zum Wandel von Interessen und Methoden. NCO-Verlag, Trier 1975.
- Literarische Erziehung – wozu. (= Klagenfurter Universitätsreden. 4). Carinthia, Klagenfurt 1976
- Flaubert. Die Rhetorik des Schweigens und die Poetik des Zitats. (= Ars Rhetorica. 6). LIT, Münster 1995.
- Zwischen „resa“ und „ostinazione“. Zu Kanon und Poetik Italo Calvinos. (= Schriften und Vorträge des Petrarca-Instituts Köln/Neue Folge. 1). Narr, Tübingen 1997.
- Moralistik und Poetik. (= Ars Rhetorica. 8). LIT, Hamburg 1997.
- Il sistema letterario nella civiltà borghese. Edizioni Unicopli, Mailand 1999.